# Bulbophyllum gilvum
Bulbophyllum gilvum é uma espécie de orquídea (família Orchidaceae) pertencente ao gênero Bulbophyllum. Foi descrita por Jaap J. Vermeulen e Anthony L. Lamb em 1994.